# Хайнрих II фон Райнек
Хайнрих II фон Райнек (на немски: Heinrich II von Rheineck; † 1245/1249) е бургграф на замък Райнек на Рейн при Брайзиг в Рейнланд-Пфалц.

## Произход
Той е син на бургграф Йохан I фон Райнек (* пр. 1209; † сл. 1229) и внук на Йоханес фон Райнек († сл. 1194). Племенник е на Хайнрих фон Райнек († сл. 1194). Брат е на неженените Конрад фон Райнек († сл. 1266) и Герхард фон Райнек († сл. 1264).

## Деца
Хайнрих II фон Райнек има четири деца:
- Дитрих фон Райнек (* пр. 1263; † сл. 1280), бургграф на Райнек, рицар, баща на бургграф Йохан II фон Райнек († пр. 1304)
- Мехтхилд фон Райнек (* пр. 1275; † сл. 1292)
- Ото фон Райнек († сл. 1303)
- син фон Райнек, баща на Йохан фон Райнек († сл. 1308)